# جدوار
جدوار یا زردچوبه سفید (نام علمی: Curcuma zedoaria) از گیاهان دارویی چندساله و از سرده زردچوبه‌ها و از خانواده زنجبیلیان است. این گیاه بومی هند و اندونزی است اما در حال حاضر در جاهای دیگر از جمله ایالت فلوریدا در آمریکا می‌روید. بازرگانان عرب آن را در قرن ششم به اروپا معرفی کردند اما امروزه استفاده از آن به عنوان یک ادویه در غرب بسیار نادر بوده است و جای آن را زنجبیل و تا حدودی زردچوبه گرفته است.

## ویژگی‌ها
جدوار در مناطق گرمسیری و نیمه گرمسیری مرطوب رشد می‌کند. این گیاه گل‌های زرد با برگک قرمز و سبز دارد و ساقه زیرزمینی آن شامل یک ریزوم بزرگ و ناهمگن با شاخه‌های متعدد است. برگ‌های جدوار بزرگ هستند و تا یک متر (۳ فوت) ارتفاع دارند.

## موارد استفاده

### غذایی
داخل ریزوم خوراکی جدوار سفید و عطر آن شبیه انبه است؛ اما طعم آن بیشتر شبیه به زنجبیل و تندتر از آن است. در اندونزی آن را پودر کرده و از آن نوعی کاری سفید می‌سازند، در حالی که در هند آن را صورت تازه یا در ترشی استفاده می‌کنند. در غذاهای تایلندی از آن به صورت خام و برش‌های نازک در سالاد تایلندی استفاده می‌کنند. هم چنین در برش‌های نازک همراه با دیگر گیاهان و سبزیجات در نوعی خاصی از سس فلفل تایلندی به نام نم پریک استفاده می‌کنند.

### گیاه خانگی
از جدوار گاهی به عنوان گیاه خانگی استفاده می‌شود.

### در طب سنتی
از این گیاه به طور سنتی برای درمان التهاب و درد و انواع ناراحتی‌های پوستی از جمله زخم‌ها و همچنین بی‌نظمی‌های قاعدگی و زخم‌های داخلی استفاده می‌شود.

### سایر موارد استفاده
اسانس تولید شده از ساقه خشک گیاه جدوار در ساخت عطر و صابون و نیز به عنوان یکی از ترکیبات تونیک‌ها استفاده می‌شود. هم چنین این مواد در ترکیبات این گیاه یافت می‌شود: curcuminoid 1,7-bis(4-hydroxyphenyl)-1,4،6-heptatrien-3-1 sesquiterpenes procurcumenol و epiprocurcumenol.